# Daniel Heiman
Daniel Heiman (31 de dezembro de 1969) é um vocalista sueco. Ele ficou conhecido por seu trabalho na Lost Horizon, no qual gravou seus dois primeiros álbum. Deixou o Lost Horizon, ele tocou como vocalista de estúdio para o Crystal Eyes (para um single) e fundou uma nova banda chamada Heed. Heed lançou seu álbum em 2005, chamado "The Call", deixando a banda em setembro de 2008.
Heiman tocou como vocalista convidado na música "Drowned in the Crossway Water" do álbum "Shadowsouls Garden" pela banda sueca de death metal Fatal Embrace. Daniel também tocou como convidado especial na música "Inner Peace" do álbum "Chapter II: Aftermath" pela banda de power metal sueca "Harmony, ele também fez um dueto com Jan Thore Grefstad na música "From the Cradle to the Brave" no álbum "From the Cradle to the Brave" pela banda norueguesa Highland Glory. Ele também esteve nas bandas Fierce Conviction e Destiny e tocou como vocalista para a banda de rock alternativo Lavett.